# Горегляд, Леонид Иванович
Леонид Иванович Горегляд (1916—1986) — советский лётчик истребительной авиации, участник Великой Отечественной войны, Герой Советского Союза (23.02.1948).
Генерал-майор авиации (3.08.1953).

## Молодость и начало военной службы
Леонид Горегляд родился 13 апреля 1916 года в городе Асхабаде Закаспийской области (ныне — Ашхабад, Туркмения) в семье железнодорожника. В 1920 года семья переехала в Воронеж. Окончил рабфак и аэроклуб (1933 год) в Воронеже, работал подручным на заводе имени Коминтерна в Воронеже и электромонтёром на городской электростанции.
В январе 1934 года Горегляд был призван на службу в Рабоче-крестьянскую Красную Армию. Окончил 3-ю военную школу лётчиков и летнабов имени К. Е. Ворошилова в Оренбурге. Как один из лучшых выпускников, после окончания училища оставлен в нём инструктором. С мая 1937 года — лётчик-инструктор 2-й Краснознамённой военной школы лётчиков-истребителей в Борисоглебске. С сентября 1938 года учился на командном факультете Военно-воздушной академии РККА имени проф. Н. Е. Жуковского. Участник советско-финской войны 1939—1940 гг.: был откомандирован из академии на фронт и воевал с января по март 1940 года в должности командира 149-го истребительного авиационного полка, летал на истребителе И-153. На этой войне старший лейтенант Л. И. Горегляд выполнил около 30 боевых вылетов, но воздушных побед не имел. После завершения войны вернулся для продолжения обучения в академию. В мае 1941 года окончил академию.

## Великая Отечественная война
С конца мая 1941 года служил командиром эскадрильи 263-го истребительного авиаполка ВВС Орловского военного округа, с августа 1941 — старшим инспектором-лётчиком по истребительной авиации штаба ВВС этого округа. С октября того же года — участник Великой Отечественной войны, когда был назначен начальником штаба 101-й истребительной авиационной дивизии ПВО, в составе дивизии воевал на Брянском и Юго-Западном фронтах, а с конца декабря 1941 года дивизия в составе Воронежско-Борисоглебского дивизионного района ПВО вела ожесточенные бои против налётов немецкой авиации на Воронеж. С марта 1942 года — командир 186-го истребительного авиационного полка, который входил в отдельную группу ВВС Юго-Западного направления. Полк действовал на наиболее опасных участках фронта, и его действия были успешными: только за май 1942 года истребители полка сбили 27 немецких самолётов. В том числе в бою 16 мая 1942 года свою первую победу одержал и сам командир полка майор Л. И. Горегляд.
С конца мая 1942 года — командир 6-го истребительного авиационного полка 269-й истребительной авиационной дивизии 8-й воздушной армии Юго-Западного фронта. В бою 27 июля 1942 года был тяжело ранен.
После излечения в феврале 1943 года назначен заместителем командира 205-й истребительной авиационной дивизии 2-й воздушной армии Воронежского фронта, затем — старшим помощником начальника оперативного отдела Оперативного управления Штаба ВВС РККА. Принимал участие в Воронежско-Касторненской и Харьковской операциях. С сентября 1943 года — вновь заместитель командира 205-й истребительной авиационной дивизии, которая в то время уже сражалась в составе 5-й воздушной армии Степного и 2-го Украинского фронтов. С 24 декабря 1943 по 22 февраля 1944 года и с 8 апреля по 14 июля 1944 года временно исполнял должность командира дивизии. С июня 1944 года — заместитель командира 9-й гвардейской истребительной авиационной дивизии 2-й воздушной армии 1-го Украинского фронта. С 28 августа 1944 года — командир 205-й истребительной авиационной дивизии 6-го гвардейского истребительного авиационного корпуса, которая в октябре 1944 года была преобразована в 22-ю гвардейскую истребительную авиационную дивизию. На этих постах на 1-м Украинском фронте участвовал в Кировоградской, Корсунь-Шевченковской, Уманско-Ботошанской, Львовско-Сандомирской, Карпатско-Дуклинской, Висло-Одерской, Нижнесилезской, Верхнесилезской, Берлинской и Пражской наступательных операциях. Дивизия действовала успешно, кроме гвардейского звания она заслужила почётное наименование «Кировоградская», была награждена орденами Ленина, Красного Знамени, Кутузова 2-й степени. Лётчиками дивизии проведено свыше 15 тысяч боевых вылетов, проведено 539 воздушных боёв и сбито 653 самолёта противника.
К маю 1945 года гвардии подполковник Л. И. Горегляд совершил 132 боевых вылета на истребителях Як-1 и Аэрокобра, принял участие в 53 воздушных боях, сбив 14 самолётов противника лично и ещё 1 — в составе группы. По данным наградных документов, количество его побед было ещё больше — 15 личных и 6 групповых, но не все из них оказались документально подтверждены. Всего же за время войны совершил 146 боевых вылетов, последний из которых — на Берлин. К званию Героя Советского Союза был представлен 12 мая 1945 года, но награда задержалась почти на три года.
Указом Президиума Верховного Совета СССР от 23 февраля 1948 года за «мужество и воинскую доблесть, проявленные в годы Великой Отечественной войны» гвардии подполковник Леонид Горегляд был удостоен высокого звания Героя Советского Союза с вручением ордена Ленина и медали «Золотая Звезда» за номером 8307.

## Послевоенная служба

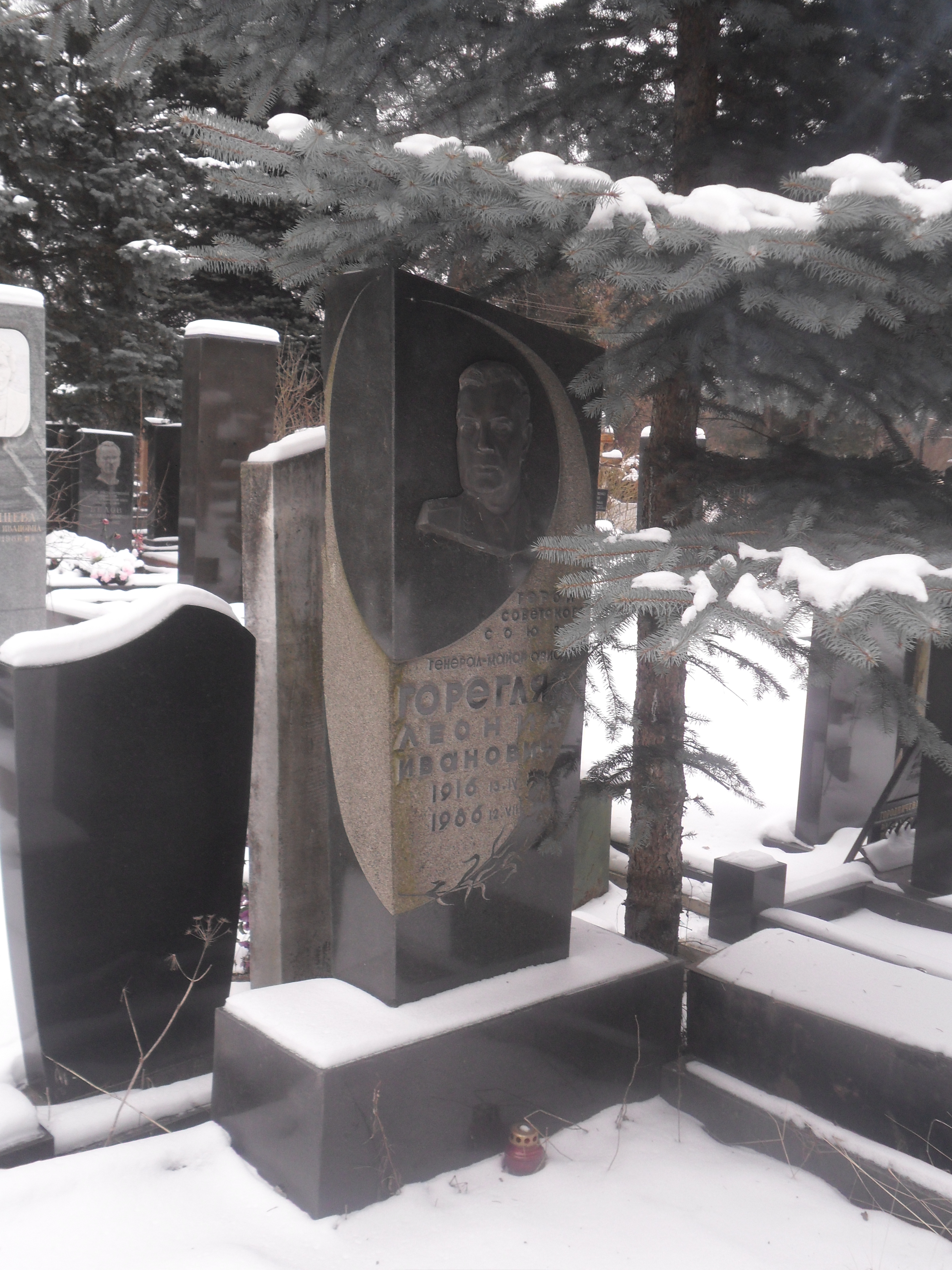
Могила Горегляда на Кунцевском кладбище Москвы.

После окончания войны продолжал службу в Советской Армии. Командовал той же дивизией (она входила в состав Центральной группы войск), в феврале 1947 года назначен командиром 32-й истребительной авиационной дивизии, с марта 1947 — старший инспектор истребительной авиации, с июня 1947 по февраль 1948 — генерал-инспектор Инспекции истребительной авиации Главной инспекции Вооружённых Сил СССР. В 1950 году Горегляд окончил Высшую военную академию имени К. Е. Ворошилова. С декабря 1950 года — заместитель начальника Управления боевой подготовки истребительной авиации Главного управления боевой подготовки ВВС СССР. С марта 1956 года — старший военный советник командующего ВВС и ПВО Корейской Народной Армии в КНДР. С февраля 1959 года — начальник отдела в Управлении военно-научной исследовательской работы и вузов ВВС. С января 1961 года — генерал-инспектор по космосу — помощник Главнокомандующего ВВС по подготовке и обеспечению космических полётов. Участвовал в создании и подготовке первого отряда советских космонавтов, а затем в подготовке и проведении пилотируемых космических полётов. В апреле 1976 года генерал-майор авиации Л. И. Горегляд был уволен в запас.
Проживал в Москве. Леонид Иванович Горегляд умер 12 июля 1986 года, похоронен на Кунцевском кладбище (уч. 9-2) Москвы.

## Награды
- Герой Советского Союза (23.02.1948)
- Орден Ленина (23.02.1948)
- Пять орденов Красного Знамени (7.04.1940, 19.07.1942, 7.05.1944, 16.10.1944, …)
- Два ордена Суворова II степени (6.04.1945, 29.05.1945)
- Орден Отечественной войны I степени (11.03.1985)
- Три ордена Красной Звезды (12.02.1942, …, 1961)
- Орден «За службу Родине в Вооруженных Силах СССР» III степени (30.04.1975)
- Медаль «За боевые заслуги» (3.11.1944)
- Медаль «За оборону Сталинграда»
- Медаль «За взятие Берлина»
- Медаль «За освобождение Праги»
- награды иностранных государств

## Память
- Мемориальная доска установлена в 2016 году в Воронеже на здании школы № 35, в которой он учился. Открытие в Воронеже мемориальных досок Героям Советского Союза. (недоступная ссылка)